# Wadelincourt
 Wadelincourt  es una población y comuna francesa, en la región de Champaña-Ardenas, departamento de Ardenas, en el distrito de Sedan y cantón de Sedan-Ouest. En sus proximidades, las tropas alemanas atravesaron el río Mosa en mayo de 1940, durante los primeros compases de la II Guerra Mundial, lo que dio lugar a duros enfrentamientos.

## Demografía
| 523 | 479 | 519 | 477 | 529 | 526 |
| Para los censos de 1962 a 1999 la población legal corresponde a la población sin duplicidades (Fuente: INSEE [Consultar]) |     |     |     |     |     |